# كوتا صامويلسن
كوتا صامويلسن (باللاتينية: Cota samuelssonii) نوع نباتي يتبع جنس الكوتا من الفصيلة النجمية. كان هذا النوع يوضع ضمن جنس الأربيان وكان يسمى الأربيان أليف الملوحة (باللاتينية: Anthemis halophila).

## الموئل والانتشار
موطنها بلاد الشام.

## مرادفات للاسم العلمي
- (باللاتينية: Anthemis samuelssonii Rech. f.Anthemis samuelssonii Rech. f.)